# Ivan Chaguine
Pour les articles homonymes, voir Chaguine.
 (mai 2025).
Si vous disposez d'ouvrages ou d'articles de référence ou si vous connaissez des sites web de qualité traitant du thème abordé ici, merci de compléter l'article en donnant les références utiles à sa vérifiabilité et en les liant à la section « Notes et références ».
 (mai 2025).
La mise en forme du texte ne suit pas les recommandations de Wikipédia : il faut le « wikifier ».
Les points d'amélioration suivants sont les cas les plus fréquents. Le détail des points à revoir est peut-être précisé sur la page de discussion.
- Les titres sont pré-formatés par le logiciel. Ils ne sont ni en capitales, ni en gras.
- Le texte ne doit pas être écrit en capitales (les noms de famille non plus), ni en gras, ni en italique, ni en « petit »…
- Le gras n'est utilisé que pour surligner le titre de l'article dans l'introduction, une seule fois.
- L'italique est rarement utilisé : mots en langue étrangère, titres d'œuvres, noms de bateaux, etc.
- Les citations ne sont pas en italique mais en corps de texte normal. Elles sont entourées par des guillemets français : « et ».
- Les listes à puces sont à éviter, des paragraphes rédigés étant largement préférés. Les tableaux sont à réserver à la présentation de données structurées (résultats, etc.).
- Les appels de note de bas de page (petits chiffres en exposant, introduits par l'outil «  Source ») sont à placer entre la fin de phrase et le point final[comme ça].
- Les liens internes (vers d'autres articles de Wikipédia) sont à choisir avec parcimonie. Créez des liens vers des articles approfondissant le sujet. Les termes génériques sans rapport avec le sujet sont à éviter, ainsi que les répétitions de liens vers un même terme.
- Les liens externes sont à placer uniquement dans une section « Liens externes », à la fin de l'article. Ces liens sont à choisir avec parcimonie suivant les règles définies. Si un lien sert de source à l'article, son insertion dans le texte est à faire par les notes de bas de page.
- La présentation des références doit suivre les conventions bibliographiques. Il est recommandé d'utiliser les modèles {{Ouvrage}}, {{Chapitre}}, {{Article}}, {{Lien web}} et/ou {{Bibliographie}}. Le mode d'édition visuel peut mettre en forme automatiquement les références.
- Insérer une infobox (cadre d'informations à droite) n'est pas obligatoire pour parachever la mise en page.

Pour une aide détaillée, merci de consulter Aide:Wikification.
Si vous pensez que ces points ont été résolus, vous pouvez retirer ce bandeau et améliorer la mise en forme d'un autre article.
Ivan Mikhaïlovitch Chaguine (en russe : Иван Михайлович Шагин), né à Ivanovo-Voznessensk dans le gouvernement de Iaroslavl en 1904 et mort en 1982, est un photographe russe. 

## Biographie
Ivan Chaguine, photographe de la Grande Guerre patriotique a travaillé pour RIA Novosti.
Il est né le 25 octobre 1903 (selon l’ancien calendrier) à Saint-Pétersbourg, dans une famille de petit bourgeois de Poltava. Son père, Israël Yankelévitch (Iakovlévitch) Brodski (1852–1908), était horloger, et sa mère, Rakhil Iosselevna (Iosifovna) Brodskaïa, née Sverdlova (1874–1936), était originaire de Kronstadt. Son grand-père, Iosel Chevelévitch Sverdlov (né en 1841), était armurier dans le régiment de la garde impériale Izmaïlovski, puis mécanicien à Kronstadt. La famille vivait au n° 22 de la perspective Petergof. Ses parents se sont mariés le 15 novembre 1898.
En 1924, il est diplômé de la faculté de géographie de l'Université d'État de Léningrad, puis de l'École des journalistes rouges. Il épouse Maria Moïséevna Volpert (1905–1983), fille d’un agent balte de la firme américaine de machines à coudre Singer. Leur fils Iosif naît en 1940.
Il travaille comme photographe de guerre sur les fronts de la guerre soviéto-finlandaise et du siège de Léningrad, notamment sur la Route de la vie.
Dès les premiers jours de la Seconde Guerre mondiale, il est mobilisé comme correspondant photo pour l’agence TASS, couvrant la vie à Léningrad assiégée et la levée du blocus. Ses reportages photographiques paraissent dans le magazine Léningrad et d'autres publications. En 1944, il est affecté à la Flotte de la mer Noire comme correspondant de guerre pour le journal Izvestia. Après la guerre en Europe, il participe également, en tant que photographe, à la guerre contre le Japon, qu’il termine en Chine avec le grade de capitaine de 3e rang de la Marine soviétique.
De retour à Léningrad en 1948, il travaille au Musée central de la Marine comme chef de laboratoire photo. En 1950, dans le cadre de la campagne contre le cosmopolitisme, il est démobilisé. Il gagne alors sa vie grâce à des notes et reportages photo pour des journaux d’entreprise. À partir de 1953, il est photojournaliste pour le journal La Baltique soviétique, collaborant avec les compagnies maritimes de la Baltique et divers journaux liés à la navigation.
Il est envoyé en Mandchourie, d'où il revient à Léningrad en 1954 avec trois caisses de trophées. En 2024, les employés du musée Une pièce et demie, dans les annotations d'une exposition intitulée Lettres de la dynastie Ming (où figuraient ces objets), indiquent qu'il n’a pas été possible de déterminer ce qu’il y a exactement fait ni à quel titre.
Il cherche à initier son fils à la photographie, le formant lui-même. Selon plusieurs chercheurs et le poète lui-même, cette formation a influencé son œuvre.
En 1959, il fonde une faculté de photojournalisme à la Maison des journalistes de Léningrad, qu’il dirige comme doyen de 1960 à 1968. Il forme plusieurs générations de photographes léningradois.
En tant qu’ancien officier de marine à la retraite, il portait jusqu’à sa mort la casquette et la vareuse marine.
Il est décédé en 1984 à Léningrad, et inhumé au cimetière juif de la Transfiguration.

## Galerie

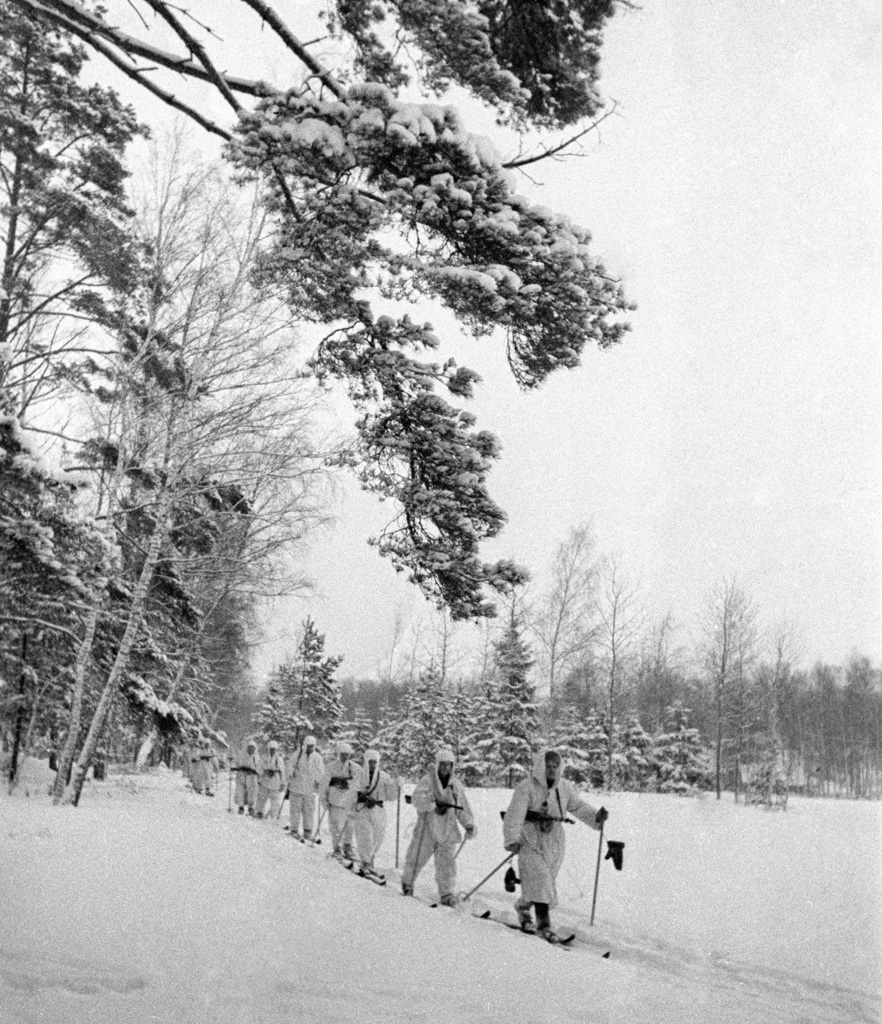
Militaires en reconnaissance, 26 décembre 1941.
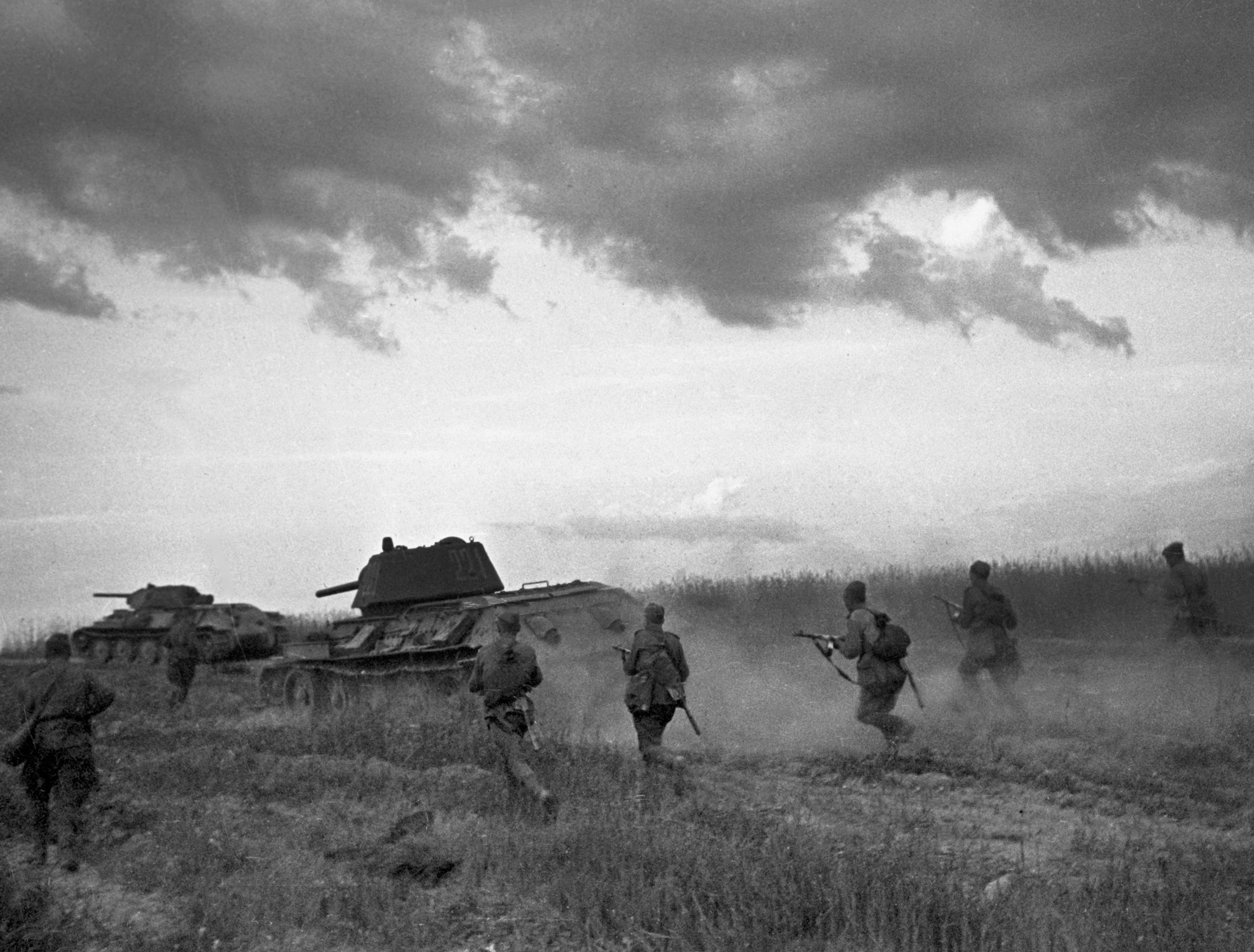
Soldats de l'Armée rouge à l'offensive près de Briansk, 16 septembre 1943.